# Aphrophora cribrata
Aphrophora cribrata är en insektsart som beskrevs av Lethierry 1890. Aphrophora cribrata ingår i släktet Aphrophora och familjen spottstritar. Inga underarter finns listade i Catalogue of Life.